# Rat-taui
Rat-taui, auch Rait, ist eine altägyptische Göttin und galt als Gattin des Month. Ihr Namenszusatz taui bedeutet: „der beiden Länder“.
Die Göttin wurde meist in Menschengestalt dargestellt und trug als Krone die Geierhaube mit den Kuhhörnern und der Sonnenscheibe. Eine frühe Erwähnung ihres Namens findet man in der Roten Kapelle der Hatschepsut. Kleopatra VII. ließ für die Göttin Rat-taui und ihren Sohn Harpre in Hermonthis ein Geburtshaus Mammisi errichten, das über einen eigenen Kult verfügte und zu dem auch ein heiliger See gehörte.
Rat-taui wurde mit der Lotosblume assoziiert, aus der die Sonne geboren wurde; eine weitere Erscheinungsform der Göttin war die Ihet-Kuh. Rat-taui empfing von ihrem Gemahl das Sonnenkind Hor-pa-Re-pa-chered, weswegen sie die Sonnenmutter und nicht das weibliche Komplement des Re ist. In Hermonthis war sie theologisch mit den Ortsgöttinnen Zennet und Junit verbunden, deren Kult bereits auf das Mittlere Reich zurückgeht. In späterer Zeit wurde sie auch als Hathor oder Isis bezeichnet.
Von den Griechen wurde sie mit Leto gleichgesetzt.